# Смольянинова, Наталия Константиновна
Наталья Константиновна Смольянинова (1896—1972) — селекционер малины, смородины и других плодово-ягодных культур, лауреат Сталинской премии 1950 года.
Родилась в 1896 г. в г. Елатьме Рязанской губернии. В 1918 г. окончила Высшие женские Голицинские сельскохозяйственные курсы.
Работала агрономом в отделе плодоводства Московской областной сельскохозяйственной станции (МОСХОЗ), с 1930 года — на созданной на её базе Московской областной плодово-ягодной опытной станции (МПЯОС) (с 1932 г. — пос. Загорье Ленинского района в 18 км от Москвы), в ведении Научно-исследовательского института плодоводства им. Мичурина. С 1931 г. старший научный сотрудник.
8 сентября 1960 г. Московская плодово-ягодная опытная станция была преобразована в Научно-исследовательский зональный институт садоводства нечернозёмной полосы (НИЗИСНП) (позже — Всероссийский селекционно-технологический институт садоводства и питомниководства).
Кандидат сельскохозяйственных наук.
В 1940—1950-х гг. вывела сорта малины, урожайность которых достигала 140 ц/га (Стандарт, Урожайная, Советская, Русская и др.).
В течение почти 20 лет руководила селекционной работой опытников подсекции ягодных культур: земляники, смородины и крыжовника.
Автор нескольких сортов чёрной, красной («Натали», «Сахарная») и белой («Белая фея») смородины, высокоурожайных, устойчивых к вредителям и болезням, с отличными вкусовыми качествами. Автор сортов чёрной смородины Победа, Соперник, которые на Международной выставке в 1962 г. в Эрфурте были удостоены Большой золотой медали.
Лауреат Сталинской премии 1950 года. Награждена медалью «За доблестный труд в Великой Отечественной войне» и медалями ВДНХ СССР.
Умерла в декабре 1972 года после тяжёлой болезни.
Сочинения:
- Культура ягодников в приусадебных садах [Текст] / Н. К. Смольянинова, Ф. И. Карев. — 2-е изд., доп. и перераб. — Москва : Изд-во Моск. ун-та, 1966. — 234 с. : ил.; 22 см.
- Смородина [Текст] / Н. К. Смольянинова, канд. с.-х. наук. — Москва : Колос, 1968. — 144 с. : ил.; 14 см. — (Б-чка садовода).
- Сорта ягодных культур для приусадебных садов [Текст] / Моск. о-во испытателей природы. — Москва : Изд-во Моск. ун-та, 1960. — 223 с. : ил.; 20 см.
- Смородина [Текст] / Е. А. Иванова, Н. К. Смольянинова. — [Москва] : Моск. рабочий, 1951. — 80 с. : ил.; 16 см.
- Работа школьников с ягодными культурами [Текст] : пособие для учащихся / Н. А. Махонина, Н. К. Смольянинова. — Москва : Просвещение, 1964. — 191 с. : ил.; 20 см.
- Малина и ежевика [Текст] / С. Ф. Груздов, Н. К. Смольянинова. — Москва : Сельхозгиз, 1950 (тип. «Кр. пролетарий»). — 200 с. : ил.; 20 см.
- Выращивание посадочного материала ягодных культур [Текст] / С. П. Петухов, Н. К. Смольянинова, А. С. Спирина. — Москва : Сельхозиздат, 1962. — 207 с. : ил.; 20 см.
- Ягодные культуры в приусадебном саду [Текст] / Е. А. Иванова, В. Я. Марков, Н. К. Смольянинова. — Москва : Сельхозгиз, 1959. — 248 с. : ил.; 20 см.